# Хофгајсмар
Хофгајсмар (њем. Hofgeismar) град је у њемачкој савезној држави Хесен. Једно је од 29 општинских средишта округа Касел. Према процјени из 2010. у граду је живјело 15.993 становника. Посједује регионалну шифру (AGS) 6633013.

## Географски и демографски подаци
Хофгајсмар се налази у савезној држави Хесен у округу Касел. Град се налази на надморској висини од 161 метра. Површина општине износи 86,4 km². У самом граду је, према процјени из 2010. године, живјело 15.993 становника. Просјечна густина становништва износи 185 становника/km².

## Међународна сарадња
| Мјесто  | Држава    | Врста сарадње | Од    |
| ------- | --------- | ------------- | ----- |
|         | Француска | партнерство   | 1972. |
|         | Француска | партнерство   | 1984. |
| Розенау | Аустрија  | партнерство   | 1983. |
| Извор   |           |               |       |